# Estrada europeia E40

A estrada europeia E40 é a maior estrada europeia contínua, se estendendo por 8.641 quilômetros. Conecta a cidade de Calais, na França, até a cidade de Ridder, no Cazaquistão. Também passa pelos países Bélgica, Alemanha, Polônia, Ucrânia, Rússia, Uzbequistão, Turcomenistão e Quirquistão.